# تل عين المتن
تل عين المتن هو تل في منطقة المتن في منطقة راشيا، جنوب شرق جزء من محافظة البقاع في لبنان.  يقع قبالة قرية الصويري.
اكتشف بيتر ويسكومب وجيه كينغ موقع أثري Heavy Neolithic ثقيل من العصر الحجري الحديث، ينتمي لثقافة «القرعون» تم اكتشافه في عام 1966 من طرف الأركيولوجيين «بيتر ويسكومب» و«جي كينغ»، على طول مسار 200 متر (0.12 ميل) شمال عين المتن وحوالي 300 متر (0.2 ميل) غرب الطريق. وهو مخروطي الشكل يتألف من حجارة الأنقاض والتربة الرمادية، وقد عثر على أدوات الصوان البنية المستوردة بجانب أدوات أخرى مصنوعة من نيموليت في حقول السفوح السفلية. وكان هناك نوع آخر من الصوان الهش والملون في المنطقة ولكنه غير مناسب لصناعة الأدوات، ويعتقد بأن المادة تعود إلى العصر الحجري الحديث الثقيل أو ربما من أصول من العصر الحجري القديم.
وجد فخار يعتقد بأنه يعود للعصر البرونزي، وقد تجلى ذلك من خلال الشقوف ذات القواعد المسطحة، بلون رمادي لامع، وتم العثور على العديد من الشقائب الأخرى، لا يمكن تخصيص موعد محدد لها، وتم العثور على مقبض من العصر القبرصي الثاني مع آثار من أواخر العصر الحديدي والفترات الإسلامية.

## طالع مواقع تلية أركيولوجية مشابهة
تلعفر، تل عقاب، تل بري، تل دير، تل أبيب (تلة)، تل حزين، تل حشباي، تل أبيب، تل براك، تل الخويرة، تلكيف، تل ليلان، قطنا (مدينة أثرية)، تل الصافي، تل تمر، تل رياق، تل نبع الليطاني، تل أيوب (لبنان)، تل خردان، تل مجدلون، تل دير زنون، تل حوش الرفقة

- طالع أيضا:
- علم الآثار
- قائمة التلال الأثرية في لبنان
- قائمة التلال الأثرية